# John Flamsteed
John Flamsteed (Denby, 19 de agosto de 1646 — Burstow, 31 de dezembro de 1719) foi o primeiro astrônomo real da Inglaterra e fundador do Observatório de Greenwich.

## Biografia
Nasceu em Denby, Derbyshire, Inglaterra. Foi ordenado diácono e se preparava para se estabelecer em Derbyshire, quando foi convidado ir para Londres. Em 4 de março de 1675, foi designado, por decreto real, como Observador astronômico real; o primeiro astrônomo real britânico. Em junho de 1675, um outro decreto real forneceu o necessário para o estabelecimento do Observatório de Greenwich, fixando a pedra inicial em agosto deste mesmo ano. Em fevereiro de 1676, foi admitido como membro da Royal Society, e em julho foi transferido ao observatório, onde viveu até 1684, quando finalmente foi ordenado ministro da paróquia Burstow, Surrey. Manteve esta posição, assim como a de Astrônomo Real Britânico, até sua morte. Foi enterrado em Burstow.
Flamsteed calculou com precisão os eclipses solares de 1666 e 1668. Foi responsável pelas primeiras observações do planeta Urano, apesar de ter confundido com uma estrela e para catalogá-la como 34 Tauri.
Em 1672 fez observações para determinar o valor do paralelo solar, obtendo valor igual a 10" (o valor real é 8,79").
Em 16 de agosto de 1680, Flamsteed catalogou uma estrela como 3 Cassiopeiae, cuja existência astrônomos posteriores não puderam comprovar. 300 anos mais tarde, o historiador astronômico norte-americano William Ashworth sugeriu que provavelmente Flamsteed teria visto seria uma supernova, explosão que produz uma fonte de ondas de rádio mais potente fora do nosso sistema solar, conhecida como Terceiro Catálogo de Cambridge como 3C 461, chamado geralmente de Cassiopeia A pelos astrônomos. Porque a posição de "3 Cassiopeia" não concorda exatamente com a de "Cassiopeia A" e a onda da expansão ter sido traçada até o ano 1667, e não 1680, alguns historiadores pensam que o que  Flamsteed fez foi calcular erroneamente a posição de uma estrela já conhecida.
Flamsteed é recordado também por seus conflitos com Isaac Newton, o então presidente da Royal Society, que tentou roubar algumas descobertas de Flamsteed para seu próprio trabalho. Newton iludiu Flamsteed usando o editor do rei e publicou as descobertas sem dar o crédito a Flamsteed. Alguns anos mais tarde, Flamsteed comprou a maioria das cópias deste livro e os queimou todos publicamente na frente do observatório real.
Flamsteed trabalhou diversos anos em um catálogo de estrela, que foi publicado em 1707. Em 1725, foi publicado Historia Coelestis Britannica. Este trabalho, em parte póstumo, continha suas observações do período de 1675 a 1719, incluindo um catálogo de quase 3 000 estrelas, significativamente mais preciso do que qualquer outro trabalho anterior, dentre eles os catálogos de Claudius Ptolomeo e Landgrave. Ele foi considerado como a primeira contribuição significativa do Observatório de Greenwich.
Foi sucedido, após sua morte em 1719, como Astrônomo Real Britânico no Observatório de Greenwich por Edmond Halley.

## Honrarias
- Eleito membro da Royal Society em 1676.
- A cratera de Flamsteed na Lua recebeu seu nome em sua honra.
- A escola da comunidade John Flamsteed em Denby, Derbyshire, foi nomeada em sua honra.